# Нова Премиър Лийг HD
Нова Премиър Лийг HD (стилизирано като Nova Premier League HD) е бивш спортен телевизионен канал, излъчван на български език от Великобритания и приеман в България.
Телевизията стартира на 2 април 2012 г. Каналът е закрит на 1 юни 2013 г., тъй като Нова Спорт преминава в HD формат от 29 юли 2013 г.

## Програма
Каналът е с 24-часова програма. Излъчва основно английски футбол и срещи от Английската висша лига във формат HD. Предава от Лондон.
Създаден е от Viasat Broadcasting по подобие на скандинавския спортен канал Viasat Premier League HD, но използва графичната опаковка на канала Viasat Fotboll.